# José María Rivas
José María Rivas Martínez (San Salvador, 1958. május 12. – 2016. január 9.) válogatott salvadori labdarúgó, csatár.

## Pályafutása
1980 és 1989 között 105 alkalommal szerepelt a salvadori válogatottban és 22 gólt szerzett. Tagja volt az 1982-es spanyolországi világbajnokságon részt vevő csapatnak.
Még játékos pályafutása alatt orvosi diplomát szerzett. Visszavonulása után tagja volt a salvadori válogatott orvosi személyzetének. 2011 júniusában derült ki, hogy súlyos beteg. Csontvelő átültetésre volt szüksége és ennek költségeit fedezendő szerveztek számára egy jótékonysági mérkőzést. Rivas 57 évesen 2016. január 9-én hunyt el leukémiában.